# Abidán Solís
Israel Abidán Solís (n. La Lima, Cortés, Honduras, 1 de enero de 1985) es un exfutbolista hondureño. Juega de delantero y su último equipo fue el Honduras Progreso de la Liga Nacional de Honduras.

## Trayectoria
Abidán es un delantero con muy buen desmarque en el área y bastante certero a la hora de marcar goles. Tiene vasta trayectoria en el fútbol de Honduras y Guatemala, acumulando participación en catorce equipos de primera y segunda división en ambos países. Fue campeón con el Marathón durante su paso en 2009 y también disputó con esta escuadra la Concacaf Liga Campeones 2009-10, donde él y su equipo alcanzaron los cuartos de final enfrentando a Club Universidad Nacional.

## Clubes
| Club               | País      | Año         |
| ------------------ | --------- | ----------- |
| Sula de La Lima    | Honduras  | 2002 - 2004 |
| Motagua            | Honduras  | 2004 - 2006 |
| Hispano            | Honduras  | 2006 - 2007 |
| Victoria           | Honduras  | 2007 - 2008 |
| Xelajú MC          | Guatemala | 2008 - 2009 |
| Marathón           | Honduras  | 2009 - 2010 |
| Peñarol La Mesilla | Guatemala | 2010 - 2011 |
| Platense           | Honduras  | 2011        |
| Atlético Choloma   | Honduras  | 2012        |
| Sula de La Lima    | Honduras  | 2012        |
| Villanueva FC      | Honduras  | 2013        |
| Atlético Jalapa    | Guatemala | 2013 - 2014 |
| Deportivo Iztapa   | Guatemala | 2014        |
| Honduras Progreso  | Honduras  | 2015 - ?    |

## Palmarés

### Campeonatos nacionales
| Título                    | Club              | País     | Año  |
| ------------------------- | ----------------- | -------- | ---- |
| Liga Nacional de Honduras | Marathón          | Honduras | 2009 |
| Liga Nacional de Honduras | Honduras Progreso | Honduras | 2015 |